# Maria von Hausswolff
Maria von Hausswolff (* 13. März 1985 in Göteborg) ist eine schwedische Kamerafrau.

## Leben und Wirken
Maria von Hausswolff ist die Tochter des Künstlers Carl Michael von Hausswolff. Ihre jüngere Schwester ist die Musikerin Anna von Hausswolff, für deren Werke sie gelegentlich als Sängerin tätig ist. Sie studierte Fotografie an der Staatlichen Hochschule für Bildende Künste – Städelschule in Frankfurt am Main. Ihr Filmstudium an der Den Danske Filmskole schloss sie 2013 ab.
Sie blieb anschließend in Dänemark und konnte sich dort etablieren. Nachdem sie für mehrere Kurzfilme und Dokumentationen als Kamerafrau gearbeitet hatte, debütierte von Hausswolff 2016 mit dem von Christian Tafdrup inszenierten Mysterydrama Parents als Kamerafrau für einen Langspielfilm. Für diese Arbeit wurde sie mit einem Bodil ausgezeichnet. Auch ihre Arbeit für den von Hlynur Pálmason inszenierten Filmdrama Vinterbrødre wurde mehrfach von der Kritik gelobt und mit unterschiedlichen Preisen ausgezeichnet. So wurde sie unter anderem beim Camerimage und einem Robert für die Beste Kamera ausgezeichnet.

## Filmografie
- 2015: I Remember When I Die
- 2016: Parents (Forældre)
- 2017: Vinterbrødre
- 2019: Forget Me Not (Dokumentarfilm)
- 2019: Weißer weißer Tag (Hvítur, hvítur dagur)
- 2020: Samtidigt på Jorden (Dokumentarfilm)
- 2022: Godland
- 2023: Janet Planet